# 沢尻エリカ
沢尻 エリカ（さわじり エリカ、1986年4月8日 - ）は、日本の女優、歌手。本名、澤尻 エリカ（読み同じ）。元スターダストプロモーション所属。エイベックス・マネジメント（旧エイベックス・ヴァンガード）所属。
東京都出身。日出高等学校（現・目黒日本大学中学校・高等学校）中退。

## 経歴
1997年、小学6年生の時に芸能界デビュー。初仕事は、『りぼん』の懸賞ページのモデルだった。その後『ニコラ』のモデルであるニコモとして活動。2002年、『フジテレビビジュアルクイーンオブ・ザ・イヤー2002』に選出。
2003年に『ホットマン』（TBS）でドラマ初出演、2004年に『問題のない私たち』で、映画初出演。
2005年、『パッチギ!』で演じた「リ・キョンジャ」役が高く評価され、数多くの映画賞・新人賞を受賞した。同年、フジテレビ放映のドラマ『1リットルの涙』でドラマ初主演。最終回で視聴率20%を超える大ヒットとなった。同作での演技が高く評価され、同年に第15回TV LIFE年間ドラマ大賞新人賞、2006年にエランドール賞・新人賞や、第43回ゴールデン・アロー賞・新人賞を受賞した。
2006年、『タイヨウのうた』（TBS）で山田孝之とともにダブル主演を務めた。8月30日に同作で演じた“Kaoru Amane”名義のシングル『タイヨウのうた』で歌手デビューし、オリコンチャートで2週にわたって1位を獲得し、その後も史上初の5週連続TOP3入りを記録し、累計48万枚以上の大ヒットとなった。
2007年9月29日、主演映画『クローズド・ノート』の舞台挨拶で不機嫌そうな振舞いをみせ、世間・マスコミによりバッシングを浴びせられる（詳細は#「別に」騒動を参照）。
2009年1月7日、クリエイターの高城剛と結婚。同月19日、明治神宮で挙式を、同月25日、ハワイ島で結婚披露パーティーを行った。同年9月30日付けで前事務所のスターダストプロモーションとの専属契約が解消され、芸能活動を2010年春まで休止。2010年4月27日、離婚の意思を表明。2013年12月26日、離婚成立。
2010年3月、スペインに個人事務所「エル・エクストラテレストレ」（スペイン語で「宇宙人」を意味する）を設立し、芸能活動を復帰すると報じられた。CMには多数出演していたものの、約2年ぶりに本格的に芸能活動を再開。また、同国の首都であるマドリッドを拠点として活動予定であることも加えて報じられた。
2011年4月1日、エイベックス・マネジメント株式会社と業務提携契約を締結。
2012年2月1日からBeeTVで配信されたドラマ『L et M わたしがあなたを愛する理由、そのほかの物語』で女優復帰。同年7月14日、5年ぶりの主演映画『ヘルタースケルター』が公開。5年ぶりの主演映画となり、同作の演技で、日本アカデミー賞優秀主演女優賞を受賞した。
2014年4月クールの『ファースト・クラス』（フジテレビ）の主演を演じる。深夜枠放送にも関わらず視聴率10%を超えるヒットとなる。同年10月、続編「ファーストクラス」が放送終了からわずか3ヶ月というフジテレビでは史上初最短でのシリーズ2作目の放送開始となる。
2015年4月クールの『ようこそ、わが家へ』（フジテレビ）で月9ドラマ初出演。
2016年1月、『大奥』（フジテレビ）で時代劇初主演。8月、ヒロイン役を務めた「24時間テレビ」のスペシャルドラマ『盲目のヨシノリ先生〜光を失って心が見えた〜』（日本テレビ）の平均視聴率が20.5%を記録した。
2019年3月8日にNHKの2020年大河ドラマ『麒麟がくる』の帰蝶役として出演することが公表されたが、同年の11月16日、麻薬取締法違反の容疑で逮捕された。NHKは沢尻の逮捕を受けて、出演者の変更を決定。11月22日、正式に降板となった（詳細は#薬物事件を参照）。
2023年の8月には、松浦勝人のYoutubeに出演したことで話題になった。
2024年2月上演の初主演舞台『欲望という名の電車』で約4年ぶりに芸能活動を再開予定であることが発表された。

## 騒動・不祥事

### 「別に」騒動
2007年9月29日、東京・有楽町の日劇2（TOHOシネマズ日劇）で主演映画『クローズド・ノート』の初日舞台あいさつに出席した沢尻は、壇上で終始腕組みしたまま不機嫌な態度を隠さず、司会の富永美樹が「印象に残ったシーンは?」と質問すると「特にないです」と言い放ち、クッキーを焼いて現場に届けたエピソードを聞かれると「別に」と答えた。
同年10月2日、公式サイトに謝罪文を投稿し、4日に『スーパーモーニング』のインタビューで、「あの日の行動ですべてをぶち壊してしまった」と涙ながらに謝罪した。
その後、『サンデー・ジャポン』や『アッコにおまかせ!』などのワイドショーで、「別に」と答えたシーンが何度も取り上げられ、世間やマスメディア、インターネットで大バッシングを受けた。
沢尻は、2019年9月22日に出演した『ボクらの時代』で、「20歳とかそれぐらいの時が本当に忙しくて。あの当時の私、偽っていたわけよ。『こうしなきゃいけない』『沢尻エリカ像はこうだ』みたいなのが自分の中ですごくあって、それって偽りなわけよ。それで結果、自分が潰れてしまった」「本当にすごいバッシングだった」と騒動について振り返った。

### 薬物事件
2019年11月16日、警視庁（組織犯罪対策第五課）に、合成麻薬MDMAを含む粉末（カプセル入り）を所持した麻薬取締法違反の容疑で逮捕（緊急逮捕）された。沢尻本人は容疑を認めていると報じられた。12月6日、麻薬取締法違反の罪で起訴された。同日、保証金500万円を納付し、保釈された。2020年1月31日に東京地方裁判所で初公判が開かれ、沢尻は起訴内容について認めた。検察側は懲役1年6月を求刑し、弁護側は執行猶予付き判決を求め、即日結審。同年2月6日に判決公判が行われ、懲役1年6月・執行猶予3年の有罪判決が言い渡された。2月21日、期限までに検察、弁護側双方が控訴せず、判決が確定した。
この事件で沢尻は芸能活動休止を余儀なくされ、初公判において、女優業復帰は考えていない事も公表し、このため事実上の芸能活動停止状態となった。なお、NHKの2020年の大河ドラマ『麒麟がくる』（帰蝶 役）への出演が公表されていたが、NHKは沢尻が2019年11月16日に逮捕されたことを受けて、出演者の変更について決定し、11月21日に発表。翌11月22日、正式に降板となり代役は川口春奈が務めることとなった。他のメディアの報道によれば、沢尻は第1回（2020年1月5日放送）から出演する予定で、10話分の登場シーンが撮影済みだった。
芸能界は事実上の活動停止状態であったが、以後もエイベックスマネジメントとは契約継続中である。

## 人物

### 特徴
さばさばとした性格で、本人も自らを男らしい性格と語っている。
元々は天然パーマで、『ニコラ』モデル時代の初期の写真はクルクルヘアーだった。当時掲載されたプロフィール紹介において、自分の好きな所と嫌いな所は何かという質問に「嫌いなとこも好きなとこも天然パーマなところ」と答えている。
自分のいいところはごきげんなところで、ダメなところは、飽きっぽいところと熱しやすく冷めやすいところ。好きな言葉は「ありがとう」で、嫌いな言葉は「がんばれ」。
アイドル時代の夢は女優かヘアメイクアーティストになることだった。今でも写真、CM、舞台挨拶などでのメイクはほとんど自分でする。
その振舞いから「エリカ様」「女王様」と一部メディアが呼称している。ネットや雑誌などで噂になった「沢尻会」の存在は完全否定している。噂のもう一方の当事者である長澤まさみを自身のラジオ番組のゲストに招いて歓談する様子が放送されている。

### 仕事
女優としてのポリシーは、まず脚本を読んで、その役をイメージできるかが重要で、イメージできればやるし、できなければやらない。役に入っているときは集中するので、そのあと休暇をとって「役落し」をしないと次の作品に入れない。
2012年5月、一連の騒動からの本格的女優復帰主演作となった映画『ヘルタースケルター』では、『りりこ』役に深く入り込み、監督である蜷川実花をして「現場での彼女はりりこそのものでした」と言わしめた。ただ、精神を病み、心身ともに破滅へと向かっていく役柄に集中したためか、体調を崩し、PR活動の休止が発表された。

### 交友関係
ドイツの人気グループshanadooのメンバー福愛美とは小学・中学の同級生で一緒に芸能界へ入った当時の親友であった。また元女優の岩佐真悠子やあびる優、片瀬那奈、高校の同級生である香椎由宇、マリエ、紗栄子、内山理名、加賀美セイラ、カメラマンの蜷川実花、俳優の松田翔太、綾野剛、元俳優でDJの小橋賢児などと仲が良いほか笑福亭鶴瓶とも交友があるなど幅広い人脈を持つ。

### 家族
- 父親が日本人で母親がアルジェリア系フランス人（アルジェリア生まれフランス育ちのベルベル人）のハーフ。
- 名前のエリカは、ツツジ科のエリカ（ヒースの一種）に因んで命名された。中華語圏では「繪里香」と表記していたが、2007年に本人が知って「翻訳名があまりにも可愛らしすぎる」として「英龍華」表記を採用することを望み、以後この表記が用いられている[39]。
- 子供の頃は乗馬やダンス、ピアノを習っていた。父親が競走馬を数十頭所有するなど幼少期は比較的裕福な家庭に育つも、中学の時に父親を病気で亡くす。その後すぐに次兄を交通事故で亡くすという、不幸に見舞われている[要出典]。

先述通り父は日本人で、母はアルジェリア系フランス人（アルジェリア生まれフランス育ちのベルベル人）のハーフで、3人兄妹の末っ子である。
母親は以前、地中海レストランを経営。店には沢尻のポスターが貼ってあり、沢尻も時々店を手伝っていた。このレストランは営業を終了している。
長兄は元俳優。次兄は高校1年の時に交通事故で死去。
家族ととても仲が良く、沢尻は「“大切”という言葉では表現しきれないほど強い力で結ばれている」と語っている。ドラマや映画の撮影後は家族旅行に出ることが多く、『タイヨウのうた』撮影後は家族で沖縄旅行へ行った。
今まで生きてきた人生の中で、忘れることができない一冊の本として、木内鶴彦著の「生き方は星空が教えてくれる」をあげている。2007年ごろ、ジーン・スタイン、ジョージ・プリンプトン『イーディ―’60年代のヒロイン』青山南、中俣真知子、堤雅久、古屋美登里翻訳（筑摩書房、1989年2月）を読んでいた。
父親の影響もあり、小さいころから馬に親しみ、乗馬が得意である。ダンスを習っていたことがある。また音楽は「生きていくために欠かせない一部である」としていた。

## 受賞歴
2006年度
- 第29回日本アカデミー賞 新人俳優賞、話題賞俳優部門（『パッチギ!』）
- 第79回キネマ旬報ベスト・テン 新人女優賞（『パッチギ!』『阿修羅城の瞳』『SHINOBI』）
- 第18回日刊スポーツ映画大賞・石原裕次郎賞 新人賞（『パッチギ!』）
- 第30回報知映画賞 最優秀新人賞（『パッチギ!』）
- 第27回ヨコハマ映画祭 最優秀新人賞　（『パッチギ!』）
- 第15回東京スポーツ映画大賞 新人賞（『SHINOBI』『パッチギ!』）
- エランドール賞 新人賞（『1リットルの涙』、『パッチギ!』）
- 第43回ゴールデン・アロー賞 新人賞（『1リットルの涙』、『パッチギ!』）

2012年度
- 第36回日本アカデミー賞 優秀主演女優賞（『ヘルタースケルター』）

## 出演
主演・ヒロイン作は役名を太字で表記。

### 映画
| 公開           | タイトル                     | 役名                       | 配給                     |
| -------------- | ---------------------------- | -------------------------- | ------------------------ |
| 2004年2月28日  | 問題のない私たち             | 新谷麻綺（主演）           | レジェンド・ピクチャーズ |
| 2005年1月22日  | パッチギ!                    | リ・キョンジャ（ヒロイン） | シネカノン               |
| 2005年4月16日  | 阿修羅城の瞳                 | 谷地                       | 松竹                     |
| 2005年9月17日  | SHINOBI -忍-                 | 蛍火                       | 松竹                     |
| 2006年5月13日  | 間宮兄弟                     | 本間直美（ヒロイン）       | アスミック・エース       |
| 2006年9月16日  | シュガー&スパイス 風味絶佳   | 渡辺乃里子（主演）         | 東宝                     |
| 2006年9月30日  | オトシモノ                   | 木村奈々（主演）           | 松竹                     |
| 2006年10月21日 | 天使の卵                     | 斎藤夏姫（ヒロイン）       | 松竹                     |
| 2006年11月3日  | 手紙                         | 白石由美子（主演）         | ギャガ                   |
| 2007年9月29日  | クローズド・ノート           | 堀井香恵（主演）           | 東宝                     |
| 2012年7月14日  | ヘルタースケルター           | りりこ（主演）             | アスミック・エース       |
| 2015年5月30日  | 新宿スワン                   | アゲハ（ヒロイン）         | ソニー・ピクチャーズ     |
| 2018年2月1日   | 不能犯                       | 多田友子（主演）           | ショウゲート             |
| 2018年6月23日  | 猫は抱くもの                 | 大石沙織（主演）           | キノフィルムズ           |
| 2018年9月21日  | 食べる女                     | 小麦田圭子                 | 東映                     |
| 2018年10月19日 | 億男                         | 安田十和子                 | 東宝                     |
| 2019年9月13日  | 人間失格 太宰治と3人の女たち | 太田静子（ヒロイン）       | 松竹                     |

### テレビドラマ
| 放送                   | タイトル                                                         | 役名                   | 放送局         |
| ---------------------- | ---------------------------------------------------------------- | ---------------------- | -------------- |
| 2003年2月2日           | ノースポイント フレンズ                                          | 岩佐マミ               | 北海道文化放送 |
| 2003年4月 - 6月        | ホットマン                                                       | 秋川さつき             | TBS            |
| 2003年7月 - 9月        | ひと夏のパパへ                                                   | さつき                 | TBS            |
| 2004年1月 - 3月        | 桜咲くまで                                                       | 若林菜穂子             | 毎日放送       |
| 2004年2月11日          | 冬空に月は輝く                                                   |                        | フジテレビ     |
| 2004年4月3日           | 天国への応援歌 チアーズ                                          | 秋川ゆかり             | 日本テレビ     |
| 2004年11月23日         | 無名                                                             |                        | TBS            |
| 2005年4月 - 6月        | あいくるしい                                                     | 木崎ほのか             | TBS            |
| 2005年9月10日          | 零のかなたへ〜THE WINDS OF GOD〜 ※文化庁芸術祭優秀賞受賞         | 大原美咲（ヒロイン）   | 朝日放送       |
| 2005年10月 - 12月      | 1リットルの涙                                                    | 池内亜也（主演）       | フジテレビ     |
| 2006年7月 - 9月        | タイヨウのうた                                                   | 雨音薫（主演）         | TBS            |
| 2006年10月22日         | 天使の梯子                                                       | 斎藤夏姫               | テレビ朝日     |
| 2007年4月5日           | 1リットルの涙 特別編〜追憶〜                                     | 池内亜也（主演）       | フジテレビ     |
| 2012年2月1日 - 4月9日  | L et M わたしがあなたを愛する理由、そのほかの物語                | 絵留、絵夢（主演）     | BeeTV          |
| 2012年4月30日          | 悪女について ※平成24年度芸術選奨文部科学大臣賞（放送部門）受賞   | 富小路公子 （主演）    | TBS            |
| 2013年11月18日         | 時計屋の娘                                                       | 宮原リョウ（主演）     | TBS            |
| 2014年4月 - 6月        | ファースト・クラス                                               | 吉成ちなみ（主演）     | フジテレビ     |
| 2014年10月 - 12月      | ファーストクラス                                                 | 吉成ちなみ（主演）     | フジテレビ     |
| 2015年4月 - 6月        | ようこそ、わが家へ                                               | 神取明日香（ヒロイン） | フジテレビ     |
| 2016年1月22日          | 大奥 第一部「最凶の女」                                          | お美代（主演）         | フジテレビ     |
| 2016年1月29日          | 大奥 第二部「悲劇の姉妹」                                        | 梅（主演）             | フジテレビ     |
| 2016年8月27日          | 盲目のヨシノリ先生〜光を失って心が見えた〜 ※24時間テレビSPドラマ | 新井真由美（ヒロイン） | 日本テレビ     |
| 2017年4月 - 6月        | 母になる                                                         | 柏崎結衣（主演）       | 日本テレビ     |
| 2017年12月 - 2018年1月 | 不能犯                                                           | 多田友子（ヒロイン）   | dTV            |
| 2018年7月 - 9月        | ハゲタカ                                                         | 松平貴子（ヒロイン）   | テレビ朝日     |
| 2019年5月22日 - 26日   | 白い巨塔                                                         | 花森ケイ子（ヒロイン） | テレビ朝日     |

### ウェブ映画
- Like A Rolling Stone.
  - 「キシリッシュ」キャンペーンによるウェブ限定映画。出演は沢尻エリカ、大久保佳代子、小出恵介、猫ひろしほか。
- TREEHOUSE（2013年） - 映画女優 役

### 舞台
- 欲望という名の電車（2024年） - ブランチ・デュボア（主演）[44]

### CM
- 日本園芸農業協同組合連合会（2004年）
  - 「みかん」編
- NTT東日本（2005年）
  - 『フレッツフォン』
  - 「慎六、居残る」編
- 日本ファースト証券（2005年）
- ヤマヒサ（2005年）
- SonyMusic（2006年）
  - K 「Beyond the Sea」
- ANA（2006年）
  - 「LIVE/中国/ANA」
- カネボウ（2006 - 2009年）
  - カネボウコスメット『SALA』（2006 - 2008年）
  -  カネボウ化粧品『COFFRET D'OR』（2007 - 2009年）
- 明治製菓（2006年 - 2007年）
  - 『キシリッシュ』（2006年 - 2007年）
  - 『明治チョコレート』手作りチョコレシピ「立ち上がれ、ジョシ!!」バレンタイン・キャンペーン（2007年）
  - 『フラン アロマティエ』（2007年）
- Sony Ericsson（2007年）
  - 『W51S』
  - 『W52S』
  - 『W53S』
- PEPSI（2007年）
  - 『ペプシNEX ZERO』
- スバル（2007年）
- エステティックサロン・たかの友梨ビューティクリニック（2010年 - 2011年）[45]
- シュワルツコフヘンケル・syoss（2010年 - 2011年）[46]
- スニッカーズ（2011年）
- パルコ 『2012年夏セール「グランバザール」』 （2012年）
- LAVONS LE LINGE（2013年）[47]
- 養命酒製造・食べる前のうるる酢（2014年 - 2015年）
- 24hコスメ（2014年 - 2015年）
- フリマアプリFril（2014年）[48]
- ニフティ NifMo（2014年）[49]
- サントリー　「ほろよい」 （2015年 - 2019年）[50]
- ライオン 「Ban 汗ブロックロールオン プレミアムラベル』（2016年）[51]
- エスエス製薬 ハイチオールBクリア
  - 「本気の肌あれ対策ー接写」編（2016年4月- 2019年）[52]
- アイセイ「エバーカラーワンデー」（2016年 - 2019年）[53]
- ヒューマントラスト 「キュリカ 給料随時払いサービス」（2017年 - 2019年）[54]
- マンダム「バリアリペア」（2018年 - 2019年）
- avex trax / BoA「私このままでいいのかな」（2018年）
- P&G「レノアハピネス ナチュラルフレグランス」（2018年 - 2019年）
- indeed（2019年）
- アイセイ「Kaica」（2025年）[55]

### 広告モデル
- actus color's[56]（2012年）
- Orgenoa[57]（2013年）
- Reinest[58]（2014年）
- エバーカラーワンデー[59]（2014年）
- CYURICA(キュリカ)[60]（2017年）

### その他のテレビ番組
- Harajukuロンチャーズ（2001年、BS朝日）
- THE夜もヒッパレ（2002年、日本テレビ系）
- 超V.I.P.「フォーチュンの扉」（2002年、フジテレビ）
- B-1（2002 - 2003年、TBS系）
- アイドル道（2003 - 2004年、フジテレビ721）
- アナザーストーリーズ 運命の分岐点（2016年10月 - 2018年10月30日、NHK BSプレミアム） - MC [61]

### プロモーションビデオ
- ZEEBRA/BIG BIG MONEY feat. HIRO（2003年）
- 氣志團/SECRET LOVE STORY（2003年）
- RIP SLYME/Hey Brother - 映画「間宮兄弟」の映像から（2005年）
- Kaoru Amane/タイヨウのうた（2006年）
- 加藤ミリヤ/I WILL - 映画「オトシモノ」の映像から（2006年）
- SunSet Swish/君がいるから（2006年） - 映画「天使の卵」の映像から（2006年）
- 高橋瞳/コモレビ（2006年） - 映画「手紙」の映像から（2006年）
- 大橋トリオ/MAGIC（2013年） - 映画「TREEHOUSE」の映像から（2013年）

### ラジオ
- @llnightnippon.com（2002年9月13日、ニッポン放送）
- 沢尻エリカ REAL ERIKA（2007年1月 - 6月 、NACK5）

### 展覧会
- SPACE FOR YOUR FUTURE 2007 -アートとデザインの遺伝子を組み替える（東京都現代美術館、東京都江東区）
  - 会期: 2007年10月27日（土） - 2008年1月20日（日）「100 ERIKAS」 タナカノリユキ
- アルス・エレクトロニカ 2009 - HUMAN NATURE 常設[62][63]
  - 「100 ERIKAS」

## 作品

### シングル
| 枚  | 発売日                  | タイトル            | 順位 | 備考                                                                    |
| --- | ----------------------- | ------------------- | ---- | ----------------------------------------------------------------------- |
| 1st | 2006年8月30日           | タイヨウのうた      | 1位  | 「Kaoru Amane」名義                                                     |
| 2nd | 2007年7月4日            | FREE                | 1位  | 「ERIKA」名義。沢尻エリカとは別人という設定                             |
| 3rd | 2007年11月28日          | Destination Nowhere | 7位  | 「ERIKA」名義                                                           |
| 4th | 2010年5月22日 - 5月31日 | Treasure            | -    | 「ERIKA × STUDIO APARTMENT」名義。 期間限定無料配信（ダウンロードのみ） |

#### 参加作品
- 明日笑っていられるように（2014年4月、東京プリンとたいせつな仲間たち）

### 書籍

#### 写真集
- P-chu!（2002年12月1日、撮影：上野勇、ワニブックス）ISBN 4-8470-2736-1
- erika（2004年4月17日、撮影：橋本雅司、学習研究社）ISBN 4-05-401973-0
- ERIKA 2007（2007年8月29日、クリエイティブ・ディレクション：沢尻エリカ、撮影：塚田和徳、他、SDP）ISBN 978-4-903620-13-8
- 美女採集 Asami Kiyokawa Catch the Girl（2007年12月15日、清川あさみ、INFASパブリケーションズ）
- 100＋1 ERIKAS（2010年7月2日、ディレクタータナカノリユキ、朝日出版社） ISBN 978-4-255-00534-8

#### 関連書籍
- シュガー&スパイス 風味絶佳 VISUAL BOOK（2006年8月24日、SDP）ISBN 4-903620-00-X
- Enjoy Movie 映画「クローズド・ノート」特集（2006年8月23日、SDP）ISBN 978-4-903620-17-6

### DVD
- フジテレビビジュアルクイーン・オブ・ザ・イヤー'02（2002年、ポニーキャニオン）
- Ca va?（2002年、ワニブックス）
- D-Splash!（2003年、キングレコード）
- Erica（2003年、学研）
- COLOR（2005年、フォーサイド・ドット・コム）
- クローズドノート MUSIC MOVIE with YUI（2007年、 ソニー・ミュージックレコーズ）